# بوب ويلسون (لاعب كرة قاعدة)
بوب ويلسون (بالإنجليزية: Bob Wilson)‏ هو لاعب كرة قاعدة أمريكي، ولد في 22 فبراير 1925 في دالاس في الولايات المتحدة، وتوفي بنفس المكان في 23 أبريل 1985.

## وصلات خارجية
- روبرت ويلسون على موقعبيزبول رفرنس.كوم (الدوري الرئيسي) (الإنجليزية)
- روبرت ويلسون على موقعبيزبول رفرنس.كوم (الدوري الثانوي) (الإنجليزية)